# Lost in the Echo
"Lost in the Echo" là một bài hát của ban nhạc rock người Mỹ Linkin Park, nằm trong album phòng thu thứ 5 của họ, Living Things. Bài hát đã xuất hiện trên các đài phát thanh và cũng như được cho ra lò tải xuống kỹ thuật số vào ngày 19 tháng 10 năm 2012. Bài hát được sáng tác bởi ban nhạc và được sản xuất bởi Mike Shinoda và Rick Rubin. Nó đã nhận được những đánh giá từ trái chiều đến tích cực từ các nhà phê bình âm nhạc.

## Hoàn cảnh
Tên ban đầu của bài "Lost in the Echo" là "Holding Company" như được tiết lộ trong video "Inside Living Things". Ban nhạc đã thu âm bài hát vào tháng 3 năm 2012.  Trong một cuộc phỏng vấn với The Huffington Post, Mike Shinoda, rapper và nhà sản xuất của ban nhạc, đã nói rằng bài hát "là một trong những khoảnh khắc định nghĩa album này."  Ông cũng bày tỏ sự ngạc nhiên của mình khi, mặc dù ban nhạc ban đầu không thích những bài hát như vậy, nhưng giờ lại đánh giá cao bài hát.

## Giới phê bình đón nhận
Bài hát nhận được nhiều đánh giá từ trái chiều đến tích cực đến từ các nhà phê bình âm nhạc. Jason Lipshutz của Billboard đã ca ngợi "những âm synthesizer (âm tổng hợp) sôi sục nhanh chóng chuyển thành những tiếng guitar réo rắt". Nathan Taft của tờ The Daily of the University of Washington cho rằng "Lost in the Echo có lẽ là ca khúc hay nhất của cả album", đề cập đến những đoạn beat điện tử của bài hát chuyển thành "tiếng guitar riff méo mó, nặng nề hơn". Chad Childers của Loudwire cho rằng đối với người hâm mộ, bài hát "phù hợp với những sản phẩm họ đã tạo ra trong quá khứ."  Tim Grierson của About.com đánh giá trái chiều về bài hát, mô tả phần âm nhạc thì "hấp dẫn" so với "phần ca từ buồn tẻ khi chúng chỉ là một lời kêu gọi hành động gửi đến thính giả". Emily MacKay của NME đánh giá tiêu cực về bài hát, gọi nó là "nhạc metal cho trò chơi điện tử và dễ nghe  trên đài phát thanh."  Taft, Childers và Lipshutz ca ngợi sự giao thoa giữa giọng hát của Shinoda và ca sĩ chính Chester Bennington. Lipshutz còn cho rằng bộ đôi "vẫn nguyên vẹn như trước",    trong khi MacKay chỉ trích giọng hát là "quá sức khủng khiếp" và những đoạn rap là "cồng kềnh".

## Video âm nhạc

Ví dụ về các hiệu ứng trong video, khi các nhân vật vỡ vụn thành cát bụi.

Rapper "Gino the Ghost", người đóng vai nhân vật chính của video, đã xác nhận trên Twitter rằng anh sẽ quay một video âm nhạc cho "Lost in the Echo". Quá trình quay phim bắt đầu ở Detroit, Michigan từ ngày 1 và 2 tháng 7 năm 2012. Người mẫu Melanie Boria và Carly Francavilla cũng được chọn cho video. Shinoda cũng xác nhận rằng video "Lost in the Echo" đang được sản xuất. Video lời của bài hát được phát hành vào ngày 29 tháng 6 năm 2012. Chad Childers của Loudwire bình luận rằng video lời bài hát có "một thành viên không rõ của ban nhạc dường như đã bị bắt rơi xuống một vũng cỏ, bụi bẩn và có lẽ là rong biển."
Video âm nhạc chính thức ra mắt trên trang web chính thức của bài hát vào ngày 29 tháng 8 năm 2012. Shinoda nói rằng video là một video tương tác, "được thiết kế để thu hút bạn vào thế giới của bài hát".  Video do Jason Zada và Jason Nickel đồng đạo diễn. Video yêu cầu kết nối với tài khoản trên Facebook để truy cập video tương tác,  và lấy hình ảnh từ trang web để tạo câu chuyện cho video.  Nickel đã phát biểu trong một cuộc phỏng vấn với Wired rằng video nhằm mục đích "liên kết cuộc sống cá nhân của bạn vào câu chuyện thực tế, sao cho hợp lý và có vẻ như nó thực sự được tạo ra cho bạn chứ không phải là kiểu được dựng lên chỉ vì ý muốn của chúng tôi. "  Aaron Ray, người đứng đầu The Collective, công ty quản lý tài sản kỹ thuật số của ban nhạc, cho biết trong một cuộc phỏng vấn với HypeBot rằng quá trình sáng tạo video mất vài tháng qua các lần phát triển khác nhau.
Shinoda cũng đã hợp tác chặt chẽ với Nickel và Zada trong quá trình sản xuất video, nói rằng video "chạm đến một số [kỷ niệm cá nhân của người hâm mộ] để cho thấy nó rất phù hợp với bài hát."  Shinoda, trong một cuộc phỏng vấn với The Huffington Post, nói rằng họ "[đã thử] tạo ra một video mang tính cá nhân hơn nhiều" bởi vì Living Things cũng mang tính chất cá nhân hơn các album trước. Trong một cuộc phỏng vấn với Noisecreep, ông cũng nói rằng video "là một ví dụ về việc chúng tôi đang thử một thứ gì đó khác biệt - và lần sau sẽ không còn như vậy nữa. Nó sẽ phát triển."  Shinoda nhận thấy trải nghiệm của mình với video thật hài hước, bởi vì "một nửa số hình ảnh là chó, phong cảnh và những thứ ngớ ngẩn ngẫu nhiên... Thật là vui khi xem đoạn video này và thấy các nhân vật trong đoạn phim rơi nước mắt khi xem bức ảnh một chiếc bánh sandwich giăm bông." 
Video diễn ra trong một tương lai hậu khải huyền, nơi các bức ảnh không tồn tại, và có cảnh một người đàn ông đi cùng chiếc cặp vào các tòa nhà đổ nát. Khi bước vào tòa nhà, người đàn ông mở hộp và phát tán các bức ảnh cho nhiều người. Các bức ảnh bao gồm nhiều hình ảnh từ tài khoản Facebook đã được phép truy cập.  Các nhân vật, khi xem các bức ảnh, thể hiện "phản ứng cảm xúc cực độ" đối với hình ảnh.  Các nhân vật sau đó sẽ vỡ vụn thành cát bụi. Về phần ban nhạc, họ không xuất hiện trong video này ngoại trừ hình ảnh trong vali lúc đầu, và một lần ở cuối nếu nhìn kỹ.
Vào ngày 4 tháng 9 năm 2012, một phiên bản không tương tác của video đã được tải lên kênh YouTube chính thức của ban nhạc. Video đã giành giải Video âm nhạc tương tác xuất sắc nhất tại O Music Awards năm 2013.
Tính đến tháng 11 năm 2020, bài hát đã có 170 triệu lượt xem trên YouTube.

### Đón nhận
Video âm nhạc cho "Lost in the Echo" nhận được đánh giá tích cực, mặc dù nhiều nhà phê bình cho rằng việc sử dụng các bức ảnh trên Facebook khiến trải nghiệm bị trải rộng từ nghiêm túc đến hài hước. Lewis Wallace của Wired mô tả video là "có khí sắc". Một nhà phê bình của Music News cho rằng "cốt truyện nghiêm túc của video đã bị gián đoạn bởi một vài bức ảnh ngớ ngẩn ngốc nghếch của những người bạn của tôi" và rằng những bức ảnh sẽ chỉ phù hợp với câu chuyện "nếu bạn bè của bạn đều là những người đen tối, emo"  David La Rosa của Running Lip ca ngợi "bối cảnh hậu tận thế và diễn xuất đầy cảm xúc, bổ sung hoàn hảo cho giai điệu và ca từ mãnh liệt của bài hát."  Hisham Dahud của HypeBot khẳng định rằng video là một "bước tiến mạnh mẽ cho trải nghiệm nội dung tương tác", bất chấp nhiều trải nghiệm có thể dẫn đến video nghiêm túc hoặc "vô tình vui nhộn".

## Danh sách ca khúc
Tất cả các ca khúc được viết bởi Linkin Park.
| Đĩa đơn kỹ thuật số Vương quốc Anh - phiên bản đầu tiên | Đĩa đơn kỹ thuật số Vương quốc Anh - phiên bản đầu tiên | Đĩa đơn kỹ thuật số Vương quốc Anh - phiên bản đầu tiên |
| STT                                                     | Nhan đề                                                 | Thời lượng                                              |
| ------------------------------------------------------- | ------------------------------------------------------- | ------------------------------------------------------- |
| 1.                                                      | "Lost in the Echo"                                      | 3:25                                                    |
| 2.                                                      | "Lost in the Echo" (KillSonik Remix)                    | 5:09                                                    |
| 3.                                                      | "Lost in the Echo" (KillSonik Remix) (Edit)             | 3:30                                                    |

| Đĩa đơn kỹ thuật số Vương quốc Anh - phiên bản thứ 2 | Đĩa đơn kỹ thuật số Vương quốc Anh - phiên bản thứ 2 | Đĩa đơn kỹ thuật số Vương quốc Anh - phiên bản thứ 2 |
| STT                                                  | Nhan đề                                              | Thời lượng                                           |
| ---------------------------------------------------- | ---------------------------------------------------- | ---------------------------------------------------- |
| 1.                                                   | "Lost in the Echo"                                   | 3:25                                                 |
| 2.                                                   | "Lost in the Echo" (KillSonik Remix)                 | 5:09                                                 |

| Đĩa đơn CD quảng cáo Vương quốc Anh | Đĩa đơn CD quảng cáo Vương quốc Anh       | Đĩa đơn CD quảng cáo Vương quốc Anh |
| STT                                 | Nhan đề                                   | Thời lượng                          |
| ----------------------------------- | ----------------------------------------- | ----------------------------------- |
| 1.                                  | "Lost in the Echo" (Album Version)        | 3:25                                |
| 2.                                  | "Lost in the Echo" (Instrumental Version) | 3:25                                |

## Xếp hạng
| Bảng xếp hạng (2012)                            | Vị trí cao nhất |
| ----------------------------------------------- | --------------- |
| Bỉ (Ultratip Flanders)                          | 83              |
| Canada Rock (Billboard)                         | 40              |
| Pháp (SNEP)                                     | 150             |
| Đức (Media Control AG)                          | 68              |
| Lebanon (The Official Lebanese Top 20)          | 12              |
| South Korean International Singles (Gaon Chart) | 7               |
| UK Singles (Official Charts Company)            | 175             |
| UK Rock (Official Charts Company)               | 4               |
| US Billboard Hot 100                            | 95              |
| US Rock Songs (Billboard)                       | 10              |
| US Alternative Songs (Billboard)                | 12              |
| US Hot Mainstream Rock Tracks (Billboard)       | 7               |
| Venezuela (Record Report)                       | 117             |

| Bảng xếp hạng (2012) | Vị trí |
| -------------------- | ------ |
| US Rock Songs        | 48     |